# La Selle-en-Hermoy
La Selle-en-Hermoy is een gemeente in het Franse departement Loiret (regio Centre-Val de Loire) en telt 614 inwoners (1999). De plaats maakt deel uit van het arrondissement Montargis.

## Geografie
De oppervlakte van La Selle-en-Hermoy bedraagt 19,8 km², de bevolkingsdichtheid is 31,0 inwoners per km².
De onderstaande kaart toont de ligging van La Selle-en-Hermoy met de belangrijkste infrastructuur en aangrenzende gemeenten.

## Demografie
Onderstaande figuur toont het verloop van het inwonertal (bron: INSEE-tellingen).